# Usna harmonika
Usna harmonika je puhačko glazbalo nastalo u Njemačkoj početkom 19. stoljeća. Napravljena od kovine i drveta, najmanje je glazbalo s kojim se jednostavno rukuje. Kod nje se pri udisanju i izdisanju dobivaju tonovi različite visine, a rukom se dobiva efekt vibriranja. Danas je na ovom glazbalu moguće svirati bilo koju vrstu glazbe.

## Povijest glazbala
Prvo glazbalo koje je funkcionirao na načelu današnje usne harmonike je kinesko glazbalo Sheng koje je napravljen prije više od 5000 g. od bambusove trske. Tek je 1821. Friedrich Buschmann iz Berlina napravio prototip današnje harmonike. Zbog svog neobičnog zvuka postaje vrlo popularan instrument. Njemački urar Matthias Hohner uvidio je komercijalne mogućnosti instrumenta i počeo ga proizvoditi. Kako je osvojio  europsko i američko tržište njegov najstariji si Jakob godine 1896., pravi novi model harmonike Marine Band 1896/20. To je mala diatonska harmonika i sadrži tonove samo jedne dur skale, opseg tonova joj je od 3 oktave i uštimana je po Richterovom sistemu.

Usna harmonika imala je jedinstvenu ulogu u stvaranju afroameričke glazbe, blues-a.Američki crni glazbenici, koriste instrument i otkrivaju njegove velike mogućnosti i osobine, koje su tada proizvođaču bile nepoznate. Razvili su tehniku savijanja tonova (zavijajući zvuk) koja kasnije instrumentu donosi veliku popularnost. Spominje se da je Neil Armstrong svirao usnu harmoniku te ju sakrio i ponio na svoj prvi let na mjesec.

## Richterove ili diatonske usne harmonike
O Richterovom tipu usne harmonike se gotovo ništa ne zna, nepoznato je čak i njegovo prezime. 1875. postavio je redoslijed tonova u ljestvici a nepromijenjen je do danas. U zapadnom svijetu 80% svih usnih harmonika Richterovog su tipa, a zovu se još i diatonske, pojedinačno tonirane harmonike. Po Richterovom štimanju usnjaka u sredini se nalazi već poznata osnovna oktava, s lijeve harmonijska a s desne strane melodijska oktava. Harmonijska oktava svira se u poljima od 1 do 3. Kod usnjaka iz C-dura tonovi F i A nedostaju a ton G se pojavljuje u drugom (udah) i trećem (izdah) polju. Izbacivanjem tih tonova iz harmonijske oktave dobije se na izdahu preko 3 polja C, E, G ili C-dur akord i na udahu D, G, A ili G-dur akord. Izbačeni tonovi F i A mogu se dobiti tehnikom savijanja. Dok osnovna oktava ostaje nepromijenjena, melodijskoj nedostaje ton H koji je izbačen jer bi u pravilu morao stajati na udahu u nepostojećem polju 11. Ovo sve izgleda prilično naporno i komplicirano ali upotrebom u praksi, sve dobije svoj smisao.

## Način sviranja
Usna harmonika nema tipki kako je to uobičajeno kod nekih drugih instrumenata kao naprimjer melodika. Umjesto toga ustima, jezikom i zrakom iz pluća stvaramo tonove. Držanje instrumenta je vrlo jednostavno, između palca i kažiprsta lijeve ruke. Desnom rukom se spoje rubovi dlanova i po potrebi otpušta zrak kako bi se dobio efekt vibrirajućeg ili wah wah zvuka.

Ima nekoliko načina sviranja usne harmonike (zviždanje, blokiranje usnama, blokiranje jezikom i "U" blokiranje...), ali uglavnom svaka ima utisnute brojeve od jedan do deset i lijevo su duboki tonovi.

### Zvižduk
Polju koje želite odsvirati prinosite usne i zviždite. Pritiskom na otvor polja dobivate čisti ton jer na način s tako skupljenim usnama ne možete dobiti miješanje s drugim poljima jer ih zatvarate. Ovo je jedna od najlakših tehnika za naučiti savijati tonove

### Blokiranje usnama
Harmonika se prisloni usnama a usta otvore toliko da pokriju tri polja na harmonici. Iz vodoravnog položaja, harmoniku okrenete prema gore za oko 30-45 stupnjeva tako da vam gornja usna dođe do pola gornjeg dijela harmonike. Pustite da se otvori harmonike tako smjeste u donju usnu i pokušajte opustiti usne. Prilikom udaha ili izdaha donja usna blokira dva polja koja su sa strane a čisti ton daje srednje polje. Ovako je moguće ispravno odsvirati i savijanje tonova a važno je da se bude opušten tj. da usne ne budu ukočene.

### Blokiranje jezikom
Usta se otvore da pokriju 4 polja a ona polja koja ne namjeravate svirati pokrivate jezikom tako da ostaje čisti ton. Ovaj način sviranja se obično upotrebljava za određenu tehniku sviranja i efekte pa ju je stoga i teže koristiti. Kod ove tehnike važno je naučiti blokirati polja s lijeve strane da vam s desne ostane čisti ton pa tako isto i obrnuto, da vam s lijeve ostane čisti polja s desne blokirate. Važno je naučiti s obje strane zbog brzih promjena pri sviranju na lijevom i desnom kraju harmonike i lakšem pristupu poljima.

### U blokiranje
Jezik oblikujete u slovo „U“, prinosite ga usnoj harmonici ispod tona kojeg želite odsvirati i blokirate lijevo i desno polje a srednje ostavljate da proizvede čisti ton.

## Savijanje tonova
Ova tehnika koja proizvodi zavijajući zvuk (koju je popularizirao blues), malo je teža za ovladati. Uvlačenjem iz samo jednoga polja, mora se dobiti čisti ton. Usisavanjem zraka iz polja, mijenjanjem položaja jezika i položaja usne šupljine oblikujete i savijate ton po želji. Treba što više vježabati i slušati što raznovrsnije svirače usne harmonike i za neko vrijeme trebalo bi se naučiti odsvirati zavijajući ton.

## Poznati svirači

#### Krešo Oremuš
Najdraža usna harmonika koju koristi je "Blues Harp" za koncerte i "Pro Harp" za snimanje u studiju. Od opreme još koristi mikrofon "Green Bullet", kojeg je dobio od uličnog svirača, pojačalo Fender Blues Junior i ponekad koristi mali mikrofon (bubica) na koncertima koji mu daje osjećaj slobodnih ruku.Svira blues.

#### Sugar Blue
(James Whiting, 1950.g. NY), u početku svoje karijere snimao je za blues legende "Brownie McGheea" i "Roosevelta Sykesa". Nešto kasnije seli u Pariz gdje se susreće s članovima Rolling Stonesa s kojima ostvaruje suradnju, pa sljedećih nekoliko godina provodi snimajući i svirajući koncerte s njima. U njegovoj karijeri prošlo je jako puno glazbenika od kojih su neki, B. B. King, Bob Dylan, Eric Clapton, Ray Charles, Jerry Lee Lewis, Frank Zappa i drugi.

#### Toots Thielmans
(Jean "Toots" Thielmans, 1922.g.Belgija), svirač usne harmonike koji se specijalizirao za jazz vrstu glazbe. Za sviranje koristi poseban "Hohnerov" model "Toots Mellowtone" s kojim može odsvirati sve gornje tonove. Prilično je u godinama ali još uvijek aktivan po turnejama na kojima nastupa s raznim velikim glazbenicima.

## Popravak i održavanje
Ako ne dobivate dobar ton na harmonici, vjerojatno je u pitanju deformirano perce. Vjerojatno da tu nema spasa pogotovo ako se perce jače savije ili potpuno otkine. U većini slučajeva pokidane harmonike ne treba bacati jer postoji mogućnost da su dvije harmonike iz istog dura pokidane na različitim pločicama što se može lako zamijeniti i sklopiti jednu ispravnu harmoniku.

## Modeli

### Hohner modeli
- HOHNER MODELI
- Marine Band Classic 1896
- Blues Harp (MS)
- Special 20 “Classic”
- Pro harp (MS)
- Meisterklasse (MS)
- Cross Harp (MS)
- Golden Melody “Classic”
- Big River Harp (MS)
- Big Valley
- Silver Star
- Adventure
- Bluesband
- Alabama Blues MS
- Piccolo, Puck i Double Puck
- Echophone
- Marine Band Oktav i Auto Valve Harp
- Marine Band SBS
- Slide Harp
- XB-40
- Trumpet Call
- Marine Band Deluxe
- Pocket Pal
- Marine Band 364 Soloist
- Koch 980 Chromatic
- Traveller
- Echobell

### Suzuki modeli
- Promaster
- Easy Rider
- Folkmaster
- Bluesmaster
- Overdrive
- Pipe Humming Harmonica
- Promaster Valved
- Mayor Boy

### Ostali modeli
- Lee Oskar Major Diatonic
- Weltmeister BlackBird
- Hering Vintage Harp
- Hering Blues & Black Blues
- Harmonix HX 1000
- Bushman Soul's Voice

### Retro modeli
- The Beatles Harmonica
- 1910's Marine Band
- Marine Band Bell Harmonica
- Tombo Band
- Banana Harp
- The Auto
- Aero Band

## Vanjske poveznice

### Sestrinski projekti
|  | Zajednički poslužitelj ima još gradiva o temi usna harmonika |

### Mrežna sjedišta
- Besplatne multimedialne lekcije za dijatonsku usnu harmoniku  Arhivirana inačica izvorne stranice od 27. veljače 2012. (Wayback Machine)
- Jedina hrvatska stranica posvećena dijatonskoj usnoj harmonici
- Sve o dijatonskoj usnoj harmonici  Arhivirana inačica izvorne stranice od 10. prosinca 2006. (Wayback Machine)
- Sve o kromatskoj usnoj harmonici